# 2083 Smither
2083 Smither è un asteroide della fascia principale. Scoperto nel 1973, presenta un'orbita caratterizzata da un semiasse maggiore pari a 1,8720889 UA e da un'eccentricità di 0,0512766, inclinata di 18,45529° rispetto all'eclittica.
Il nome è un riconoscimento a John C. Smith, assistente di Eleanor Francis Helin e Eugene Shoemaker presso l'osservatorio di Monte Palomar .